# State House (Seszele)
State House – zabytkowa rezydencja Prezydenta Seszeli w mieście Victoria na wyspie Mahé, stolicy państwa.

## Historia i architektura
Budynek został zbudowany w 1910 roku według projektu Williama Marshalla Vaudina. Nazwany został wtedy Government House i stanowił siedzibę gubernatora imperium brytyjskiego. Jako pierwszy zamieszkał w nim w 1912 roku gubernator Edward Davidson. Do 1976 roku zamieszkiwało tu szesnastu gubernatorów. W latach 1976–77 rezydencja była siedzibą pierwszego prezydenta niepodległych Seszeli, Jamesa Manchama. Od 1977 roku prezydent nie zamieszkuje już rezydencji, znajdują się tu natomiast biura niektórych podległych mu urzędów i dyplomatów.
Wejście główne stanowi dwukondygnacyjny portyk zdobiony białymi kolumnami w surowym stylu edwardiańskim. W 2006 roku rezydencja została odrestaurowana. Wnętrza zostały uwspółcześnione, zachowano jednak przy tym kolonialny styl gmachu. Obecnie budynek ma status pomnika narodowego. Nie tylko upamiętnia historię państwa, ale też symbolizuje przejście mieszkańców Seszeli od społeczeństwa kolonialnego do suwerennego narodu.

## Ogród

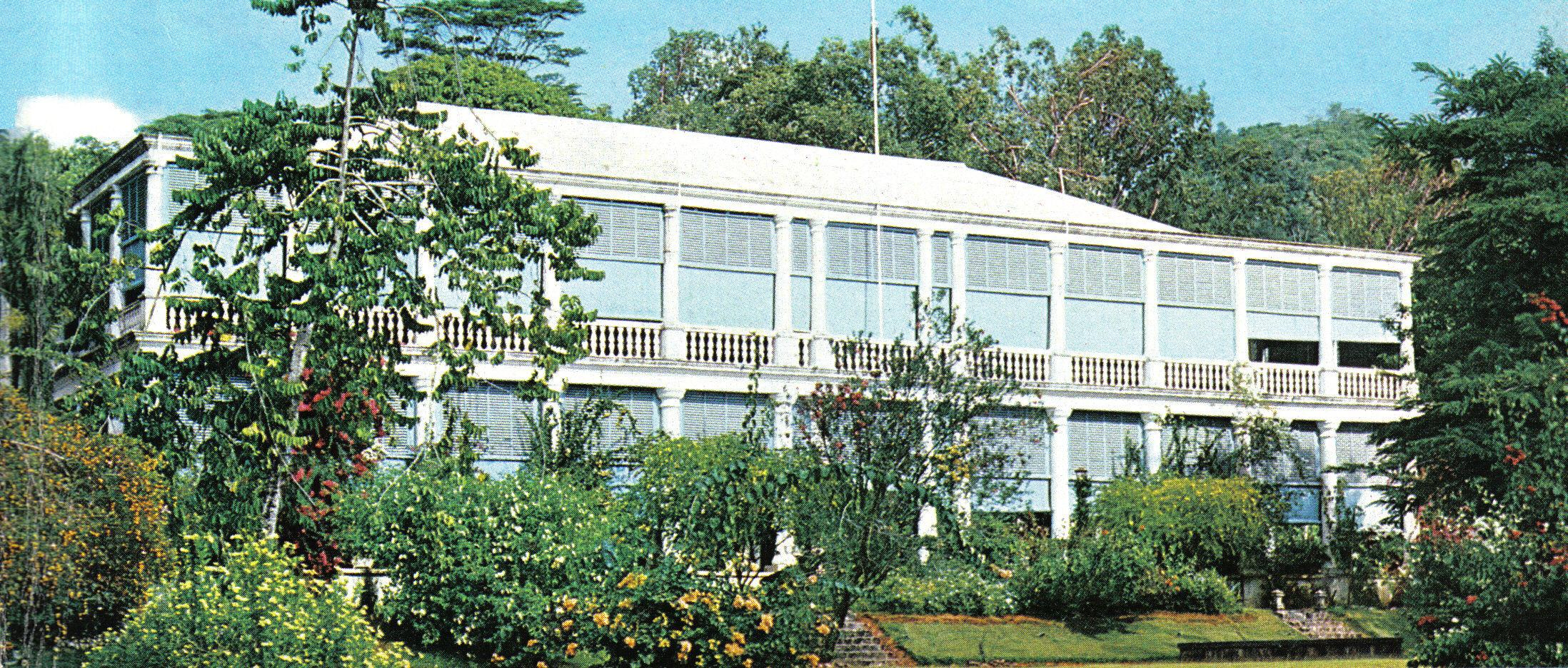
State House w Victorii, lata 70. XX wieku

Dom otacza szeroki ogród. Znajdują się na nim partery ogrodowe, gdzie hoduje się m.in. hibiskusy i iksory oraz rośliny z gatunku Beaumontia i Petrea. W ogrodzie rosną krzewy i drzewa akacji, bambusa, endemicznej lodoicji seszelskiej i inne. Jest tu także zagroda żółwi olbrzymich z wyspy Aldabra. Są one ostatnimi żółwiami z tego gatunku żyjącymi na Seszelach.
W ogrodzie usytuowano pomnik Jean-Baptiste'a Quéau de Quinssy, francuskiego administratora Seszeli z czasów kolonialnych. Pełnił tę funkcję od 1793 roku do czasu przejęcia wyspy przez Wielką Brytanię w 1811 roku. Monument wykonany przez Antonio Fillipina odsłonięto w 1993 roku z okazji 200. rocznicy rozpoczęcia panowania Quéau de Quinssy'ego.
Na terenie State House znajduje się zabytkowy cmentarz, na którym spoczywają ważne postaci z historii Seszeli, jak wspomnieni wyżej administrator Jean-Baptiste Quéau de Quinssy (zm. 1827) i prezydent James Mancham (zm. 2017).